# Ostatni Mohikanin (film 1936)
Ostatni Mohikanin (ang. The Last of the Mohicans) – film przygodowy z 1936 roku zrealizowany według powieści Jamesa Fenimore’a Coopera o takim samym tytule.

## Obsada
- Randolph Scott - Hawkeye (Sokole Oko)
- Binnie Barnes - Alice Munro
- Henry Wilcoxon - major Duncan Heyward
- Bruce Cabot - Magua
- Heather Angel - Cora Munro
- Phillip Reed - Uncas
- Robert Barrat - Chingachgook
- Hugh Buckler - pułkownik Munro
- Willard Robertson - kapitan Winthrop
- William Stack - generał Montcalm
- Lumsden Hare - generał Abercrombie
- Frank McGlynn Sr. - Gamut
- Will Stanton - Jenkins
- William V. Mong - sachem
- Art Dupuis - De Levis
- Ian Maclaren - minister William Pitt
- Reginald Barlow - książę Newcastle
- Olaf Hytten - król Jerzy II
- Lionel Belmore - właściciel ziemski
- Claude King - książę Marlborough